# Wilsonton Heights
Wilsonton Heights är en del av en befolkad plats i Australien. Den ligger i regionen Toowoomba och delstaten Queensland, omkring 110 kilometer väster om delstatshuvudstaden Brisbane. Antalet invånare är 2 822.
Runt Wilsonton Heights är det mycket tätbefolkat, med 1 095 invånare per kvadratkilometer.. Närmaste större samhälle är Toowoomba, nära Wilsonton Heights. 
Runt Wilsonton Heights är det i huvudsak tätbebyggt. Genomsnittlig årsnederbörd är 949 millimeter. Den regnigaste månaden är januari, med i genomsnitt 191 mm nederbörd, och den torraste är september, med 31 mm nederbörd.